# Dom Mandaryna

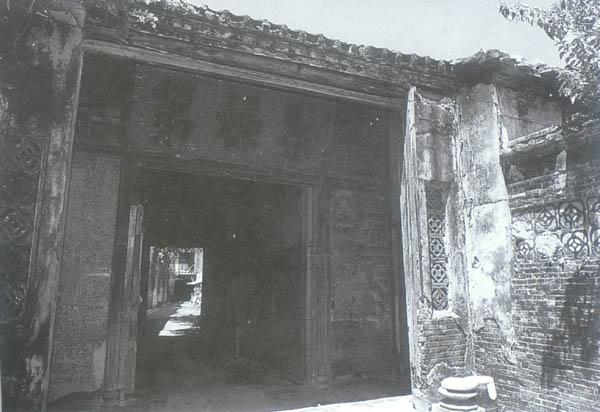
Dom Mandaryna

Dom Mandaryna (port. Casa da Cheang, Casa do Mandarim; chiń. trad. 鄭家大屋, 文華大屋) – zabytkowy kompleks budynków w Makau, w pobliżu placu Largo do Lilau; dawna posiadłość chińskiego pisarza, filozofa i przedsiębiorcy Zheng Guanyinga. Obiekt znajduje się w zabytkowym centrum Makau, które w 2005 zostało wpisane na listę światowego dziedzictwa UNESCO.

## Historia
Dom Mandaryna został zbudowany w 1881 roku przez Zheng Guanyinga i jego ojca – Zheng Wenrui. W późniejszych latach obiekt był rozbudowywany przez Zhenga i jego braci. W połowie XX wieku rodzina Zhenga opuściła kompleks. Po wyprowadzce poszczególne pomieszczenia były wynajmowane jako mieszkania. W pewnym okresie liczba najemców wynosiła ponad 300, co przyczyniło się do zniszczenia obiektu.
W lipcu 2001 roku zniszczony w ponad 80% kompleks został kupiony przez Instytut Kultury Makau i do 2010 roku przeszedł szereg renowacji, dzięki którym odzyskał swój dawny wygląd.
Dom Mandaryna znajduje się na terenie zabytkowego centrum Makau, które 15 lipca 2005 roku zostało wpisane na listę światowego dziedzictwa UNESCO.

## Architektura
Cała posiadłość zajmuje powierzchnię ok. 4000 m². Dom łączy w sobie cechy tradycyjnej rezydencji chińskiej z elementami architektury zachodniej. Ciągnący się na długości ok. 120 m wzdłuż ulicy Rua da Barra (妈阁街) kompleks składa się z bramy głównej, kilku kamiennych dziedzińców oraz pomieszczeń dla służby i gospodarza, co daje w sumie ponad 60 oddzielnych pomieszczeń. Większość zabudowań wzniesiono z tradycyjnych, szarych cegieł. Wszystkie wejścia do poszczególnych budynków mieszkalnych zostały skierowane w kierunku północno-zachodnim, co odróżnia kompleks od tradycyjnych rezydencji chińskich.
Do wnętrza kompleksu prowadzi brama przy ulicy Travessa de Antonio da Silva (龍頭左巷). Skierowana w kierunku północno-wschodnim brama składa się z dwóch pięter. Budynek ma 13 m szerokości i 7,9 m głębokości. Bramę z łukowatymi wejściami pokryto dachem z odstającymi okapami. Na wyższym piętrze bramy umieszczono okna. Na tynkach zewnętrznych wymalowano tradycyjne chińskie motywy, natomiast sufit w korytarzu wejściowym ozdobiono według tradycji zachodnich. Na jednej ze ścian w korytarzu ustawiono kapliczkę poświęconą bogowi Ziemi. Za bramą znajduje się podłużny dziedziniec oddzielający pomieszczenia służby od ogrodu. Na dziedzińcu umieszczono kamienne ławki, prawdopodobnie na których dawniej goście oczekiwali podjęcia przez gospodarza. Po drugiej stronie dziedzińca mieści się sień Ronglu, która oddziela pomieszczenia służbowe od głównych budynków mieszkalnych. Za sienią znajduje się obszerny, trójkątny dziedziniec, po którego lewej stronie (patrząc od strony sieni Ronglu) wznoszą się dawne budynki mieszkalne rodziny Zheng Guanyinga. Po prawej ciągnie się odnowiony mur ozdobiony płytkami. Pośrodku znajdują się kamienne stoły, przy których dawniej odpoczywali członkowi rodziny. W latach 60. XX wieku zasadzono na dziedzińcu morwę.
Zabudowania mieszkalne dzielą się na dwa główne, sąsiadujące ze sobą, budynki: rezydencję Yuqing i rezydencję Jishan. Obok nich znajduje się budynek z krużgankiem i dziedzińcem wewnętrznym, który łączy w sobie tradycyjne elementy chińskie z zachodnimi motywami dekoracyjnymi. Obie rezydencje zbudowano w stylu charakterystycznym dla domów w prowincji Guangdong.
Rezydencja Yuqing, która była głównym mieszkaniem Zhenga, posiada tradycyjne drzwi we wnęce, nieco cofniętej względem fontu budynku. Pod okapami znajdują się malowidła. Na parterze mieszczą się dwie główne sale – przednia i tylna. W celu zwiększenia przepływu powietrza i uzyskania lepszego dostępu do światła pomiędzy salami umieszczono patio. Sala przednia, która opiera się na złożonej, drewnianej konstrukcji, pełniła dawniej funkcję salonu.
Układ architektoniczny wzniesionej przez brata Zheng Guanyinga rezydencji Jishan jest bardzo podobny do układu rezydencji Yuqing, jednakże rezydencja Jishan posiada uboższe w zdobienia wnętrze.
Przy głównym dziedzińcu znajduje się także wejście do ogrodu oraz tylna brama, przez którą można opuścić kompleks. Do ogrodu prowadzi pawilon Wenchang, którego ściany ozdobiono malowidłami. Pawilon wykorzystywano dawniej do nauki.